# Lomme
Lomme – miejscowość i gmina we Francji, w regionie Hauts-de-France, w departamencie Nord.
Według danych na rok 1990 gminę zamieszkiwało 26 549 osób, a gęstość zaludnienia wynosiła 2846 osób/km² (wśród 1549 gmin regionu Nord-Pas-de-Calais Lomme plasuje się na 18. miejscu pod względem liczby ludności, natomiast pod względem powierzchni na miejscu 364.).